# Demografia da Arábia Saudita

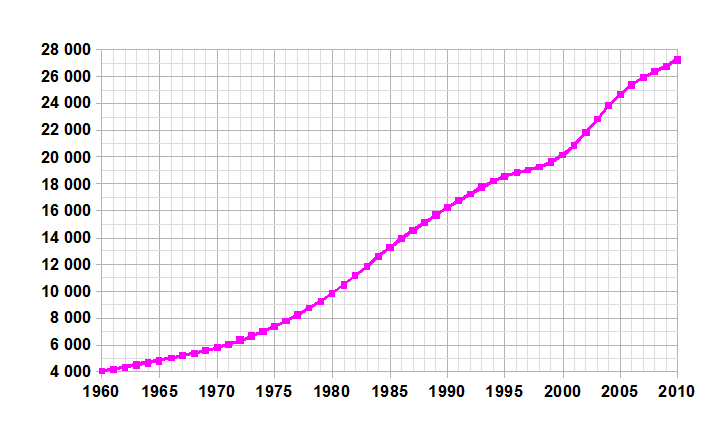
Demografia da Arábia Saudita.

Em 2017, a população da Arábia Saudita era de aproximadamente 22 707 576 de cidadãos nacionais sauditas e 8 429 401 estrangeiros, totalizando 31 136 977 habitantes.
A maior parte dos sauditas é etnicamente árabe. Alguns são de origem étnica mista e descendem de turcos, iranianos, indonésios, indianos, africanos e outros, a maioria dos quais chegou ao país na qualidade de peregrinos e reside na região do Hejaz, ao longo da costa do mar Vermelho. Muitos árabes de países vizinhos estão empregados no reino. Existem também números significativos de expatriados asiáticos, provenientes principalmente da Índia, Paquistão, Bangladesh, Indonésia e Filipinas. Existem menos de 100 000 cidadãos ocidentais na Arábia Saudita.

## Religião
É difícil calcular números exactos relativos às religiões professadas na Arábia Saudita, porque o governo afirma que 100% dos cidadãos são muçulmanos. Mas uma estimativa seria :[carece de fontes?]:
- Islão - 92,83%;
- Cristianismo - 4,54%
- Não religiosos - 1,4%;
- Hinduísmo - 0,60%;
- Budismo - 0,42%;
- Sikhismo: 0,19%;
- Fé Bahá'í - 0,02%

## Idiomas
O árabe padrão é a língua oficial. A população fala duas variedades coloquiais desta língua: o árabe do Hijaz (42%), na zona ocidental do país, e o árabe Najd (56%), na zona oriental.